# مارشال دی. گیتس جونیور
مارشال دی. گیتس جونیور (انگلیسی: Marshall D. Gates Jr.؛ ۱۹۱۵ – ۲۰۰۳) دانشمند در زمینه شیمی آلی اهل ایالات متحده آمریکا بود.